# Élections législatives de 1956 dans l'Allier
Les élections législatives françaises de 1956 se tiennent le 2 janvier. Ce sont les dernières élections législatives de la Quatrième république, après les élections de novembre 1946 et de juin 1951.

## Mode de scrutin
L'Assemblée nationale est composée de 626 sièges pourvus au scrutin proportionnel plurinominal suivant la règle de la plus forte moyenne dans le cadre départemental, sans panachage.
Le vote préférentiel est admis, en inscrivant un numéro d'ordre en face du nom d'un, de plusieurs ou de tous les candidats de la liste. Mais l'ordre ne pourra être modifié que si au moins la moitié des suffrages portés sur la liste est numéroté. Dans les faits les modifications ne dépasseront jamais les 7%.
La loi électorale du 7 mai 1951, dite loi des apparentements, reste en vigueur. Elle permet à la base une répartition des sièges à la représentation proportionnelle dans le département, mais si des listes « apparentées » avant le déroulement du scrutin obtiennent ensemble une majorité absolue de suffrages exprimés, elles reçoivent directement tous les sièges à pourvoir.
Dans le département de l'Allier, cinq députés sont à élire.

## Élus
| Député sortant | Parti | Parti   | Député élu ou réélu | Parti | Parti |
| -------------- | ----- | ------- | ------------------- | ----- | ----- |
| Pierre Villon  |       | PCF     | Pierre Villon       |       | PCF   |
| Henri Védrines |       | PCF     | Henri Védrines      |       | PCF   |
| Gilles Gozard  |       | SFIO    | Gilles Gozard       |       | SFIO  |
| Pierre Nigay   |       | Rad-soc | Jean-Pierre Parrot  |       | UFF   |
| Pierre Coulon  |       | CNIP    | Pierre Coulon       |       | CNIP  |

## Résultats

### Résultats à l'échelle du département
1. Un apparentement est conclu en soutien à la majorité sortante entre les listes CNIP-MRP et Rad-soc-RGR ;
2. Un autre réunit les trois listes poujadistes.

| Parti    | Parti       | Tête de liste          | Résultats | Résultats | Appar. | Appar. | Sièges |
| Parti    | Parti       | Tête de liste          | Voix      | %         | Voix   | %      | Nb.    |
| -------- | ----------- | ---------------------- | --------- | --------- | ------ | ------ | ------ |
|          | PCF         | Pierre Villon          | 65 344    | 34,38     | -      | -      | 2      |
|          | CNIP-MRP    | Pierre Coulon          | 45 167    | 23,55     | 31 441 | 16,39  | 1      |
|          | Rad-soc-RGR | Pierre Nigay           | 45 167    | 23,55     | 13 726 | 7,16   | - 1    |
|          | SFIO        | Gilles Gozard          | 42 074    | 21,94     | -      | -      | 1      |
|          | UFF         | Jean-Pierre Parrot     | 33 958    | 17,71     | 23 601 | 12,31  | 1 1    |
|          | Déf. agri   | François Dumont        | 33 958    | 17,71     | 6 101  | 3,18   | -      |
|          | Act° civ.   | Jean Baptissard        | 33 958    | 17,71     | 4 256  | 2,22   | -      |
|          | Rép. soc    | Marc Berthon           | 3 958     | 2,06      | -      | -      | -      |
|          | CRAP        | Gérald Gassiot-Talabot | 8         | 0,00      | -      | -      | -      |
|          | PRRES       | Michel Melik           | 0         | 0,00      | -      | -      | -      |
|          |             |                        |           |           |        |        |        |
| Inscrits | Inscrits    | Inscrits               | 243 163   | 100,00    |        |        | 5      |
| Votants  | Votants     | Votants                | 195 919   | 80,57     |        |        |        |
| Exprimés | Exprimés    | Exprimés               | 191 803   | 97,90     |        |        |        |